# I carnivori venuti dalla savana
I carnivori venuti dalla savana è un film horror/splatter del 1976 per la regia di Jeff Lieberman.

## Trama
Durante una violenta tempesta, nella cittadina di Fly Creek crolla un traliccio dell'alta tensione, che causa un black out generale. Al tempo stesso, migliaia di colonie di vermi, colpite da una scarica di fulmini, subiscono una mutazione genetica che rende gli invertebrati aggressivi e voraci.
Il primo ad accorgersi della minaccia è un giovane straniero, venuto a trovare un'amica. Lo sceriffo, però, ignora il suo allarme. I vermi mutanti attaccano la cittadina e danno luogo a un vero e proprio massacro, a cui sopravvivono il giovane e la sua ragazza. Quando il black out termina, Fly Creek è diventata una città fantasma.

## Edizione italiana
Distribuito in Italia dalla FIDA nel settembre 1977, con doppiaggio affidato alla D.E.F.I.S.

## Commento
La critica classifica il film come B-movie di scarso valore artistico. Se da una parte la pellicola indugia sulle scene raccapriccianti, la sceneggiatura appare approssimativa e presenta non poche incongruenze. Un elemento peculiare del film è l'aver ripreso il cliché del disastro ecologico facendo riferimento non a eventi spettacolari e insoliti come esplosioni nucleari o virus impazziti, ma al molto più quotidiano crollo di un traliccio elettrico.

## Curiosità
- Kim Basinger partecipò al provino per la parte della protagonista.
- Per il ruolo di Roger era stato pensato Sylvester Stallone, ma l'attore rifiutò la parte.
- Per il ruolo di Mick era stato inizialmente pensato Martin Sheen.
- I versi emessi dai vermi sono in realtà i suoni elaborati elettronicamente delle urla dei maiali mandati al macello.
- L'intero cast, esclusi gli attori principali, era costituito dagli abitanti di Port Wentworth, in Georgia, il luogo dove vennero fatte le riprese.
- Il film venne girato in soli 24 giorni.
- L'antico casale usato come la casa del signor Beardsley è famoso per essere una delle più famigerate case infestate della Georgia.[1]